# Coelichneumon barnstoni
Coelichneumon barnstoni är en stekelart som beskrevs av Morley 1915. Coelichneumon barnstoni ingår i släktet Coelichneumon och familjen brokparasitsteklar. Inga underarter finns listade i Catalogue of Life.